# حبی‌گنج-۲
حبی‌گنج-۲ (به لاتین: Habiganj-2) یک منطقهٔ مسکونی در بنگلادش است که در ناحیه هبی‌گنج واقع شده‌است.